# The Flandshees of Innersimpson
«The Flandshees of Innersimpson» (укр. «Фландші внутрішнього Сімпсона») — п'ятнадцята серія тридцять шостого сезону мультсеріалу «Сімпсони», прем'єра якої відбулась 30 березня 2025 року у США на телеканалі «Fox».

## Сюжет
Сімпсони їдуть дорогою. Мардж помічає засилля білбордів, які рекламують ді-джеїв. Ліса доповнює, що ді-джеї багато заробляють і навіть забезпечують своїх батьків. Це надихає Гомера. Посеред ночі він будить Барта, відводить до підвала і каже, що купив музичне обладнання для підготовки хлопчика до зіркового майбутнього як ді-джея. Коли хлопчик починає міксувати, йому це подобається. Мардж прокидається від шуму і забороняє грати в підвалі. Тоді Гомер переносить обладнання до будиночка на дереві та робить відповідну рекламу.
Наступного вечора Барт влаштовує гучну вечірку у дворі для інших дітей. Нед Фландерс приходить і просить трохи тихіше, але Гомер відмовляє у проханні. Тоді Нед замовляє звуконепроникні навушники, однак Гомер «позичає» їх для себе і сім'ї.
Уночі Барт грає без упину. Сімпсони у навушниках практично нічого не чують і солодко сплять, тоді як Фландерс скаженіє від галасу. Барт забуває скинути біт, через що наступного ранку заднє подвір'я Сімпсонів повністю зруйновано.
Коли Гомер зізнається, що він взяв ці навушники від Фландерса, Мардж усвідомлює, що Нед уночі чув цей руйнівний шум. Вона змушує Гомера повернути навушники. Однак, щойно Гомер відчиняє вхідні двері його зустрічає Нед і віддає сусідові свій зелений светр — єдину річ, яку Гомер не «позичав» у нього. Нед зарікається, що відтепер більше ніколи не розмовлятиме з Гомером…
Тієї ночі Гомер роздумує, що він не дозволить, щоб останнє слово було за Недом. Сімпсон клянеться, що змусить Фландерса, знову заговорити до нього. Однак, місяці проходять, але попри численні спроби і провокації Гомера Нед його ігнорує. Бачивши страждання Гомера, Мардж відвідує будинок Неда, щоб обговорити ситуацію із напруженими стосунками чоловіків. Однак, після кількагодинної презентації, на жаль Гомера, Мардж не переконує Фландерса (радше, навпаки).
Мардж пропонує єдиний вихід — це щиросердне вибачення в листі. Після багатьох невдалих чернеток, Гомер пише справді хороше й емоційне, на думку Ліси, вибачення. Гомер підсуває лист Недові під двері.
Наступного ранку Сімпсони виявляють, що всі їхні речі зникли. Надворі розлючений Фландерс знищує всі речі, які Гомер брав у нього. Нед не приймає вибачення. Хоча лист був чудовим, але він змусив його зрозуміти, що Гомер — насправді не дурний, а досить розумний всередині, тож він свідомо робив капості Фландерсу. Щоб зупинити Фландерса Гомер наїжджає автомобілем в авто Фландерса, що спричинює автомобільну бійку.
Зрештою, Нед і Гомер опиняються у суді один проти одного. Суддя Шкода призначає їм 100 годин консультації для пар. Терапевтка Анет намагається владнати все мирно. Однак, коли розмова виявляється неефективною (сусіди ладні вбити один одного прямо на сеансі), вона пропонує психоделічний препарат У-комплетамін.
Обом чоловікам прокапують препарат, через що вони бачать спільну галюциногенний сон. Вони набувають виглядів відомих дуетів, геометричних фігур, безтілесних форм тощо. Згодом вони стають арміями, що борються між собою. Коли вони заходять в мозко-замки один одного, вони виявляють вівтарі, присвячені один одному. Нед і Гомер розуміють один одного і хочуть статус-кво. Вони обіймаються і миряться.
Однак, вже наступного ранку Гомер знову поцупив газету Неда. Водночас, коли Нед приходить по неї, Гомер повертає Фландерсу його светр як подарунок.
У сцені під час титрів Барт міксує різні музичні номери «Сімпсонів».

## Виробництво
Мешап кінцевих титрів створено звукозаписним дуетом «The Hood Internet».

## Культурні відсилання та цікаві факти
- Назва серії є відсиланням до фільма 2022 року «Банші Інішерина» (англ. «The Banshees of Inisherin»)[2][3].
  - Місіс Маккормік, таємнича стара жінка, що застерігає Сімпсонів, є персонажем «Баншів Інішерина»[3].
- Серед старих платівок Гомера є[2]:
  - альбом «Smash Mouth» однойменного рок-гурта;
  - платівка «Whip It» рок-гурта «Devo» тощо.
- Навушники «Sleeps by Dre», які цупить Гомер, — це пародія на реальні навушники «Beats by Dre»[2].
- Під дією У-комплетаміна Гомер і Нед приймають вигляди відомих дуетів[2]:
  - Чуха і Сверблячки;
  - Базза Лайтера і шерифа Вуді з франшизи «Історія іграшок»;
  - Берта й Ерні з «Вулиці Сезам»;
  - Бетмена і Робіна;
  - Містера Бернса і Смізерса;
  - музичного дуета Simon and Garfunkel;
  - Чубакки і Хана Соло із «Зоряних війн»;
  - Хі-Мена і Скелетора з бойовика 1987 року «Володарі Всесвіту»;
  - Тату і містера Рорка з телесеріала «Острова фантазій»;
  - Гарфілда й Оді з коміксів про Гарфілда;
  - попрок-дуета Деріла Холла і Джона Оутса;
  - Наполеона Динаміт і Педро Санчеса з фільма «Наполеон Динаміт»;
  - Джессі Пінкмана і Волтера Вайта з телесеріала «Пуститися берега»;
  - Фродо Торбини і Семвайза Ґемджі з «Володаря перснів»;
  - Пікачу й Еша Кетчума із франшизи «Покемон»;
  - Люсі Ван Пелт і Чарлі Брауна з коміксів «Peanuts».
- У фінальних титрах серед міксованих пісень із «Сімпсонів» є[2][3]:
  - Пісня «That Was Marge, Bitch» (укр. «Це була Мардж, суко») з епізода «Homer's Adventures Through the Windshield Glass»;
  - «Дивний Ел» Янковик, який співає «Brain Freeze» (укр. «Мозок мерзне», із серії «That 90's Show»)
  - Виступ «Stop the Planet of the Apes. I Want to Get Off» (укр. «Зупиніть Планету Мавп. Я хочу вийти!», з епізода «A Fish Called Selma»);
  - Гомер і друзі замінюють гурт «Sungazer» (серія «Covercraft») тощо.

## Ставлення критиків і глядачів
Під час прем'єри серію переглянули 0,62 млн осіб, з рейтингом 0.1, що зробило її другим найпопулярнішим шоу на каналі «Fox» тієї ночі, після «Сім'янина».
Джон Шварц із сайту «Bubbleblabber» оцінив серію на 9/10, сказавши, що «все спрацювало, і сміх просто не вщухав протягом 22-хвилинної серії. Після невеликої перерви „Сімпсони“ повертаються у свій законний час у всій своїй красі та нагадують нам усім, чому вони взагалі розпочинають цей [анімаційний] блок».
Водночас Майк Селестіно з «Laughing Place» сказав, що «це була весела серія загалом, яка покращилася по мірі проходження, хоча я все ще відчуваю, що речі про Барта як ді-джея могли бути більш обґрунтованими…».
На сайті «Me Blog Write Good» відзначили: «Я б не назвав цю серію поганою, вона просто не справила справжнього враження, що дивно, коли в її другому акті залучено послідовність, коли Нед шматує все майно сім'ї Сімпсонів і вступає в „автобійку“ з Гомером, який знову і знову розбиває їхні транспортні засоби одек об одного. Ситуація загострюється до рівня, якого раніше не бачили за їхні 36-річні стосунки на екрані, що робить остаточне возз'єднання Гомера та Неда ще більш поспішним і незадовільним».